# 9. nordgrönländischer Landesratswahlkreis
Der 9. nordgrönländische Landesratswahlkreis war von 1911 bis 1951 ein Landesratswahlkreis in Nordgrönland. Der Wahlkreis umfasste die Gemeinden Uummannaq und Saattut im Kolonialdistrikt Ũmánaĸ.

## Vertreter
Folgende Personen vertraten den Wahlkreis:
| Wahlperiode | Landesrat                 | Stellvertreter   | Anmerkung                                                                                              |
| ----------- | ------------------------- | ---------------- | --- |
| 1911–1916   | Johan Henningsen          | Johan Hammond    | |
| 1917–1922   | Enok Zeeb (nicht 1920)    | —                | Stellvertreterwahl 1917 und 1918 ungültig; keine Nachwahl stattgefunden; Wahlkreis 1920 ohne Vertreter |
| 1923–1926   | Pavia Pollas (nicht 1925) | Johan Henningsen | Wahlkreis 1925 ohne Vertreter                                                                          |
| 1927–1932   | Edvard Kruse              | Hans Qvist       | Stellvertreterwahl 1927 ungültig                                                                       |
| 1933–1938   | Jørgen Johansen           | ?                | |
| 1939–1944   | Edvard Kruse              | Peter Fleischer  | |
| 1945–1950   | Peter Fleischer           | Edvard Kruse     | |